# 2018 în cinematografie
- 2017 în cinematografie — 2018 în cinematografie — 2019 în cinematografie

În 2018 în cinematografie au avut loc mai multe evenimente: premiera a numeroase filme și ceremonii de acordare a unor premii.

## Premiere românești
| Premiera | Titlu                        | Studio                         | Distribuție, echipa tehnică                                                                                          | Gen        | Ref.  |
| -------- | ---------------------------- | ------------------------------ | --- | ---------- | ----- |
|          | Donbass                      | Digital Cube Production Studio | Sergei Loznitsa (regizor), cu Valeriu Andriuță, Evgeny Chistyakov, Georgiy Deliev, Vadim Dubovsky, Konstantin Itunin | Dramă      | [ 1 ] |
|          | Distanța dintre mine și mine | Rollercoaster PR               | Mona Nicoară (regizor), Dana Bunescu (regizor), cu Nina Cassian                                                      | Documentar | [ 2 ] |

## Premiere

### Ianuarie-Martie
| Premiera          | Premiera | Titlu                               | Studio                                                                                 | Distribuție și echipa de producție | Gen                                         | Medium  | Ref.   |
| ----------------- | -------- | ----------------------------------- | -------------------------------------------------------------------------------------- | --- | ------------------------------------------- | ------- | ------ |
| I A N U A R I E   | 5        | Insidious: Ultima cheie             | Universal Pictures / Blumhouse Productions                                             | Adam Robitel (regizor); Leigh Whannell (scenarist); Lin Shaye, Angus Sampson, Leigh Whannell, Spencer Locke, Kirk Acevedo, Bruce Davison | Horror, Thriller                            | US      | [ 3 ]  |
| I A N U A R I E   | 5        | Doi călători misterioși             | Vertical Entertainment                                                                 | Lauren Wolkstein (regizor); Christopher Radcliff (co-regizor/scenarist); Alex Pettyfer, James Freedson-Jackson, Emily Althaus, Gene Jones, Owen Campbell, Tobias Campbell                                                                                     | Drama                                       | US      | [ 4 ]  |
| I A N U A R I E   | 5        | Stratton                            | Momentum Pictures                                                                      | Simon West (regizor); Duncan Falconer, Warren Davis II (scenarist); Dominic Cooper, Austin Stowell, Gemma Chan, Thomas Kretschmann, Tyler Hoechlin, Tom Felton                                                                                                | Action, Thriller                            | IT, UK  | [ 5 ]  |
| I A N U A R I E   | 10       | Sweet Country                       | Samuel Goldwyn Films                                                                   | Warwick Thornton (regizor); David Tranter, Steven McGregor (scenarist); Bryan Brown, Sam Neill | Drama                                       | AUS     | [ 6 ]  |
| I A N U A R I E   | 12       | Pasager în trenul terorii           | Lionsgate / StudioCanal                                                                | Jaume Collet-Serra (regizor); Byron Willinger, Philip de Blasi (scenarist); Liam Neeson, Vera Farmiga, Sam Neill, Elizabeth McGovern, Jonathan Banks, Patrick Wilson                                                                                          | Action, Crime, Drama, Mystery, Thriller     | US, UK  | [ 7 ]  |
| I A N U A R I E   | 12       | Proud Mary - Asasina                | Screen Gems                                                                            | Babak Najafi (regizor); John S. Newman, Christian Swegal (scenarist); Taraji P. Henson, Billy Brown, Danny Glover, Neal McDonough, Xander Berkeley, Margaret Avery                                                                                            | Action, Thriller                            | US      | [ 8 ]  |
| I A N U A R I E   | 12       | Freak Show                          | IFC Films                                                                              | Trudie Styler (regizor); Patrick J. Clifton, Beth Rigazio (scenarist); Alex Lawther, Abigail Breslin, Bette Midler, AnnaSophia Robb, Ian Nelson, Lorraine Toussaint, Laverne Cox                                                                              | Drama                                       | US      | [ 9 ]  |
| I A N U A R I E   | 12       | Humor Me                            | Shout! Factory / Shout! Studios                                                        | Sam Hoffman (regizor/scenarist); Jemaine Clement, Elliott Gould, Ingrid Michaelson, Annie Potts, Priscilla Lopez, Bebe Neuwirth, Maria Dizzia | Comedy                                      | US      | [ 10 ] |
| I A N U A R I E   | 12       | Vazante                             | Music Box Films                                                                        | Daniela Thomas (regizor/scenarist); Beto Amaral (scenarist); Adriano Carvalho, Luana Nastas | Historical, Adventure, Drama                | BR, PT  | [ 11 ] |
| I A N U A R I E   | 18       | Mary and the Witch's Flower         | GKIDS                                                                                  | Hiromasa Yonebayashi (regizor/scenarist); Riko Sakaguchi (scenarist); Ruby Barnhill, Louis Ashbourne Serkis, Kate Winslet, Jim Broadbent, Teresa Gallagher, Ewen Bremner, Rasmus Hardiker, Morwenna Banks, Lynda Baron                                        | Animation, Fantasy, Family                  | JP      | [ 12 ] |
| I A N U A R I E   | 19       | Cei 12 invincibili                  | Warner Bros. / Alcon Entertainment / Black Label Media / Jerry Bruckheimer Films       | Nicolai Fuglsig (regizor); Peter Craig, Ted Tally (scenarist); Chris Hemsworth, Michael Shannon, Michael Peña, Austin Stowell, Trevante Rhodes, Rob Riggle, William Fichtner, Elsa Pataky                                                                     | War, Drama                                  | US      | [ 13 ] |
| I A N U A R I E   | 19       | Frăția hoților                      | STX Entertainment                                                                      | Christian Gudegast (regizor/scenarist); Paul Scheuring (scenarist); Gerard Butler, 50 Cent, Pablo Schreiber, O'Shea Jackson Jr., Evan Jones, Dawn Olivieri, Mo McRae, Max Holloway                                                                            | Heist, Action, Thriller                     | US      | [ 14 ] |
| I A N U A R I E   | 19       | Forever My Girl                     | Roadside Attractions                                                                   | Bethany Ashton Wolf (regizor/scenarist); Alex Roe, Jessica Rothe, John Benjamin Hickey | Romance, Music, Drama                       | US      | [ 15 ] |
| I A N U A R I E   | 25       | Padmaavat                           | Paramount Pictures / Viacom 18 Motion Pictures / Bhansali Productions                  | Sanjay Leela Bhansali (regizor/scenarist/music); Prakash Kapadia (scenarist); Deepika Padukone, Ranveer Singh, Shahid Kapoor, Aditi Rao Hydari, Jim Sarbh | Action, Drama, History                      | IN      | [ 16 ] |
| I A N U A R I E   | 26       | Labirintul: Tratament letal         | 20th Century Fox                                                                       | Wes Ball (regizor); T.S. Nowlin (scenarist); Dylan O'Brien, Kaya Scodelario, Thomas Brodie-Sangster, Ki Hong Lee, Giancarlo Esposito, Aidan Gillen, Barry Pepper, Will Poulter, Patricia Clarkson, Walton Goggins                                             | Action, Sci-Fi, Thriller                    | US      | [ 17 ] |
| I A N U A R I E   | 26       | The Insult                          | Cohen Media Group                                                                      | Ziad Doueiri (regizor/scenarist); Joelle Touma (scenarist); Adel Karam, Camille Salameh, Kamel El Basha | Drama                                       | US      | [ 18 ] |
| F E B R U A R I E | 2        | Winchester: Casa spiritelor         | Lionsgate / CBS Films                                                                  | The Spierig Brothers (regizor/scenarist); Helen Mirren, Jason Clarke, Sarah Snook, Angus Sampson | Horror                                      | US      | [ 19 ] |
| F E B R U A R I E | 2        | A Fantastic Woman                   | Sony Pictures Classics                                                                 | Sebastián Lelio (director/screenplay); Gonzalo Maza (screenplay); Daniela Vega, Francisco Reyes | Drama                                       | US, CHI |        |
| F E B R U A R I E | 2        | Armed                               | GVN Releasing                                                                          | Mario Van Peebles (regizor/scenarist); Mario Van Peebles, William Fichtner, Ryan Guzman, Columbus Short, Laz Alonso | Action                                      | US      | [ 20 ] |
| F E B R U A R I E | 4        | The Cloverfield Paradox             | Paramount Pictures / Netflix / Bad Robot Productions                                   | Julius Onah (regizor); Oren Uziel, Doug Jung (scenarist); Daniel Brühl, Elizabeth Debicki, Aksel Hennie, Gugu Mbatha-Raw, Chris O'Dowd, John Ortiz, David Oyelowo, Zhang Ziyi                                                                                 | Sci-Fi, Horror, Thriller                    | US      | [ 21 ] |
| F E B R U A R I E | 9        | The 15:17 to Paris                  | Warner Bros. / Village Roadshow Pictures / RatPac Entertainment                        | Clint Eastwood (regizor); Dorothy Blyskal (scenarist); Anthony Sadler, Alek Skarlatos, Spencer Stone, Judy Greer, Jenna Fischer, Ray Corasani | Biography, Drama                            | US      | [ 22 ] |
| F E B R U A R I E | 9        | Fifty Shades Freed                  | Universal Pictures                                                                     | James Foley (scenarist); Niall Leonard (screenplay); Dakota Johnson, Jamie Dornan, Kim Basinger, Eric Johnson, Max Martini, Brant Daugherty, Fay Masterson, Luke Grimes, Rita Ora, Arielle Kebbel                                                             | Drama, Romance                              | US      | [ 23 ] |
| F E B R U A R I E | 9        | Peter Rabbit                        | Columbia Pictures / Sony Pictures Animation                                            | Will Gluck (regizor/scenarist); Rob Lieber (scenarist); James Corden, Margot Robbie, Rose Byrne, Daisy Ridley, Elizabeth Debicki, Domhnall Gleeson | Hybrid Animation, Adventure, Comedy         | US, AUS | [ 24 ] |
| F E B R U A R I E | 9        | La Boda de Valentina                | Lionsgate Films / Pantelion Films                                                      | Marco Polo Constandse (regizor); Omar Chaparro, Marimar Vega, Ryan Carnes | Comedy, Romance                             | US      | [ 25 ] |
| F E B R U A R I E | 9        | Kri                                 | Subas Entertainment Production / Super Kajal Films                                     | Surendra Poudel (regizor/scenarist); Anmol K.C., Aditi Budhathoki, Anoop Bikram Shahi | Action, Romance                             | NP      | [ 26 ] |
| F E B R U A R I E | 9        | Permission                          | Good Dead Entertainment                                                                | Brian Crano (regizor/scenarist); Rebecca Hall, Dan Stevens, Morgan Spector, David Joseph Craig, Gina Gershon, Jason Sudeikis | Drama, Romance, Comedy                      | US      | [ 27 ] |
| F E B R U A R I E | 9        | Monster Family                      | Viva Pictures                                                                          | Holger Tappe (regizor); David Safier, Catharine Junk (scenarist); Emily Watson, Jason Isaacs, Nick Frost, Jessica Brown Findlay, Celia Imrie, Catherine Tate                                                                                                  | Animation, Comedy, Family, Horror           | US      | [ 28 ] |
| F E B R U A R I E | 9        | Golden Exits                        | Vertical Entertainment                                                                 | Alex Ross Perry (regizor/scenarist); Emily Browning, Adam Horowitz, Mary-Louise Parker, Jason Schwartzman, Chloë Sevigny, Analeigh Tipton | Drama                                       | US      |        |
| F E B R U A R I E | 16       | Black Panther                       | Marvel Studios                                                                         | Ryan Coogler (regizor/scenarist); Joe Robert Cole (screenplay); Chadwick Boseman, Michael B. Jordan, Lupita Nyong'o, Danai Gurira, Martin Freeman, Daniel Kaluuya, Letitia Wright, Winston Duke, Angela Bassett, Forest Whitaker, Andy Serkis                 | Superhero, Action, Adventure                | US      | [ 29 ] |
| F E B R U A R I E | 16       | Early Man                           | Summit Entertainment/ StudioCanal / Aardman Animations                                 | Nick Park (regizor); Mark Burton, John O'Farrell (screenplay); Eddie Redmayne, Tom Hiddleston, Maisie Williams, Timothy Spall | Animation, Comedy, Family, Adventure        | UK      | [ 30 ] |
| F E B R U A R I E | 16       | Loveless                            | Sony Pictures Classics                                                                 | Andrey Zvyagintsev (regizor); Oleg Negin, (scenarist); Maryana Spivak, Alexei Rozin, Matvey Novikov, Marina Vasilyeva, Andris Keišs | Drama                                       | TBA     | [ 31 ] |
| F E B R U A R I E | 16       | The Party                           | Roadside Attractions                                                                   | Sally Potter (regizor/scenarist); Timothy Spall, Kristin Scott Thomas, Patricia Clarkson, Emily Mortimer, Cillian Murphy, Bruno Ganz | Comedy, Drama                               | TBA     | [ 32 ] |
| F E B R U A R I E | 16       | Nostalgia                           | Bleecker Street                                                                        | Mark Pellington (regizor/scenarist); Alex Ross Perry (scenarist); Jon Hamm, Nick Offerman, Amber Tamblyn, Patton Oswalt, Catherine Keener, Ellen Burstyn, Bruce Dern, John Ortiz, James LeGros                                                                | Drama                                       | US      | [ 33 ] |
| F E B R U A R I E | 16       | Samson                              | Pure Flix                                                                              | Bruce Macdonald (regizor); Timothy Ratajczak, Jason Baumgardner (scenarist); Taylor James, Jackson Rathbone, Billy Zane, Caitlin Leahy, Rutger Hauer, Lindsay Wagner                                                                                          | Action, Drama, Biblical                     | US      | [ 34 ] |
| F E B R U A R I E | 23       | Game Night                          | Warner Bros. / New Line Cinema / RatPac Entertainment / Davis Entertainment            | Jonathan Goldstein, John Francis Daley (directors); Mark Perez (screenplay); Jason Bateman, Rachel McAdams, Kyle Chandler, Jesse Plemons, Jeffrey Wright | Action, Comedy, Crime, Mystery, Thriller    | US      | [ 35 ] |
| F E B R U A R I E | 23       | Annihilation                        | Paramount Pictures / Netflix / Skydance Media / DNA Films                              | Alex Garland (regizor/scenarist); Natalie Portman, Jennifer Jason Leigh, Gina Rodriguez, Tessa Thompson, Tuva Novotny, Oscar Isaac | Sci-Fi, Fantasy, Action, Horror             | US, UK  | [ 36 ] |
| F E B R U A R I E | 23       | Every Day                           | Orion Pictures                                                                         | Michael Sucsy (regizor); Jesse Andrews (scenarist); Angourie Rice, Maria Bello, Debby Ryan, Jacob Batalon, Justice Smith, Lucas Jade Zumann | Romance, Drama                              | US      | [ 37 ] |
| F E B R U A R I E | 23       | The Lodgers                         | Epic Picture Group                                                                     | Brian O'Malley (regizor); David Turpin (scenarist); Charlotte Vega, Bill Milner, Eugene Simon, David Bradley, Deirdre O'Kane, Moe Dunford | Horror                                      | US      | [ 38 ] |
| F E B R U A R I E | 23       | The Cured                           |                                                                                        | | Horror                                      | TBA     |        |
| M A R T I E       | 2        | Red Sparrow                         | 20th Century Fox / Chernin Entertainment                                               | Francis Lawrence (director); Justin Haythe (screenplay); Jennifer Lawrence, Joel Edgerton, Matthias Schoenaerts, Charlotte Rampling, Mary-Louise Parker, Jeremy Irons                                                                                         | Action, Drama, Mystery, Thriller            | US      | [ 39 ] |
| M A R T I E       | 2        | Pickings                            | Digital Magic Entertainment                                                            | Usher Morgan (director/screenplay); Elyse Price, Joel Bernard, Katie Vincent, Joe Trombino | Crime, Drama                                | US      |        |
| M A R T I E       | 2        | Death Wish                          | Metro-Goldwyn-Mayer / Annapurna Pictures                                               | Eli Roth (director); Joe Carnahan (screenplay); Bruce Willis, Vincent D'Onofrio, Dean Norris, Kimberly Elise, Mike Epps, Elisabeth Shue, Camila Morrone | Action                                      | US      | [ 40 ] |
| M A R T I E       | 2        | Foxtrot                             | Sony Pictures Classics                                                                 | Samuel Maoz (director/screenplay); Lior Ashkenazi, Sarah Adler, Yonatan Shiray | Drama                                       | ISR     |        |
| M A R T I E       | 2        | Gnome Alone                         | Smith Global Media / Vanguard Animation                                                | Peter Lepeniotis (director); Michael Schwartz, Zina Zaflow (screenplay); Becky G, Josh Peck, Olivia Holt, George Lopez, Patrick Stump | Family, Animation, Comedy, Fantasy          | US, CAN | [ 41 ] |
| M A R T I E       | 2        | The Vanishing of Sidney Hall        | A24                                                                                    | Shawn Christensen (director/screenplay); Jason Dolan (screenplay); Logan Lerman, Elle Fanning, Michelle Monaghan, Nathan Lane, Kyle Chandler | Drama, Mystery                              | US      | [ 42 ] |
| M A R T I E       | 9        | A Wrinkle in Time                   | Walt Disney Pictures                                                                   | Ava DuVernay (director); Jennifer Lee (screenplay); Storm Reid, Oprah Winfrey, Reese Witherspoon, Mindy Kaling, Levi Miller, Deric McCabe, Chris Pine, Zach Galifianakis, Gugu Mbatha-Raw, Michael Peña                                                       | Fantasy, Adventure                          | US      | [ 43 ] |
| M A R T I E       | 9        | Gringo                              | Amazon Studios / STX Entertainment                                                     | Nash Edgerton (director); Anthony Tambakis, Matthew Stone (screenplay); David Oyelowo, Joel Edgerton, Amanda Seyfried, Charlize Theron, Thandie Newton, Yul Vazquez, Sharlto Copley                                                                           | Action, Comedy, Drama                       | US      | [ 44 ] |
| M A R T I E       | 9        | Thoroughbreds                       | Focus Features                                                                         | Cory Finley (director/screenplay); Olivia Cooke, Anya Taylor-Joy, Anton Yelchin, Paul Sparks, Francie Swift | Drama, Thriller                             | TBA     |        |
| M A R T I E       | 9        | The Leisure Seeker                  | Sony Pictures Classics                                                                 | Paolo Virzì (director/screenplay); Francesca Archibugi, Francesco Piccolo, Stephen Amidon (screenplay); Donald Sutherland, Helen Mirren | Drama                                       | TBA     | [ 45 ] |
| M A R T I E       | 9        | The Hurricane Heist                 | Entertainment Studios                                                                  | Rob Cohen (director/screenplay); Toby Kebbell, Maggie Grace, Ryan Kwanten, Melissa Bolona, Ralph Ineson | Disaster, Thriller                          | TBA     | [ 46 ] |
| M A R T I E       | 9        | The Strangers: Prey at Night        | Aviron Pictures / Rogue                                                                | Johannes Roberts (director); Bryan Bertino, Ben Ketai (screenplay); Christina Hendricks, Martin Henderson, Bailee Madison, Lewis Pullman | Horror, Thriller                            | US      | [ 47 ] |
| M A R T I E       | 16       | Tomb Raider                         | Warner Bros. / GK Films / Metro-Goldwyn-Mayer / Square Enix                            | Roar Uthaug (director); Geneva Robertson-Dworet (screenplay); Alicia Vikander, Dominic West, Walton Goggins, Daniel Wu, Nick Frost, Kristin Scott Thomas | Action, Adventure                           | US      | [ 48 ] |
| M A R T I E       | 16       | I Can Only Imagine                  | Roadside Attractions / Lionsgate                                                       | Jon Erwin (director/screenplay); Andrew Erwin (co-director), Alex Cramer, Brent McCorkle (screenplay); Cloris Leachman, Dennis Quaid, Priscilla Shirer, Madeline Carroll, J. Michael Finley, Trace Adkins                                                     | Drama                                       | US      | [ 49 ] |
| M A R T I E       | 16       | Love, Simon                         | 20th Century Fox                                                                       | Greg Berlanti (director); Isaac Aptaker, Elizabeth Berger (screenplay); Nick Robinson, Katherine Langford, Alexandra Shipp, Jorge Lendeborg Jr., Miles Heizer, Keiynan Lonsdale, Logan Miller, Jennifer Garner, Josh Duhamel, Tony Hale                       | Dramedy                                     | US      | [ 50 ] |
| M A R T I E       | 16       | 7 Days in Entebbe                   | Focus Features / StudioCanal / Participant Media / Working Title                       | José Padilha (director); Gregory Burke (screenplay); Rosamund Pike, Daniel Bruhl, Vincent Cassel, Eddie Marsan, Ben Schnetzer | Action, Thriller                            | US      | [ 51 ] |
| M A R T I E       | 16       | Josie                               | Screen Media Films                                                                     | Eric England (director), Anthony Ragnone II (screenplay); Sophie Turner, Dylan McDermott, Jack Kilmer | Drama, Suspense                             | US      | [ 52 ] |
| M A R T I E       | 16       | Flower                              | The Orchard                                                                            | Max Winkler (director), Alex McAulay (screenplay); Zoey Deutch, Kathryn Hahn, Tim Heidecker, Joey Morgan, Adam Scott | Comedy                                      | US      | [ 53 ] |
| M A R T I E       | 23       | Pacific Rim Uprising                | Universal Pictures / Legendary Pictures                                                | Steven S. DeKnight (director/screenplay); Emily Carmichael, Kira Snyder, T.S. Nowlin (screenplay); John Boyega, Scott Eastwood, Cailee Spaeny, Jing Tian, Karan Brar, Rinko Kikuchi, Charlie Day, Burn Gorman                                                 | Action, Adventure, Sci-Fi                   | US      | [ 54 ] |
| M A R T I E       | 23       | Isle of Dogs                        | Fox Searchlight Pictures / Indian Paintbrush                                           | Wes Anderson (director/screenplay); Bryan Cranston, Bill Murray, Jeff Goldblum, Scarlett Johansson, F. Murray Abraham, Tilda Swinton, Harvey Keitel, Yoko Ono, Courtney B. Vance, Greta Gerwig, Frances McDormand, Bob Balaban, Liev Schreiber, Edward Norton | Animation, Comedy                           | US      | [ 55 ] |
| M A R T I E       | 23       | Sherlock Gnomes                     | Paramount Animation / Metro-Goldwyn-Mayer / Paramount Pictures / Rocket Pictures       | John Stevenson (director); Ben Zazove (screenplay); James McAvoy, Emily Blunt, Chiwetel Ejiofor, Mary J. Blige, Johnny Depp | Animation, Romance, Comedy, Mystery, Family | US, UK  | [ 56 ] |
| M A R T I E       | 23       | Unsane                              | Bleecker Street                                                                        | Steven Soderbergh (director); Jonathan Bernstein, James Greer (screenplay); Claire Foy, Joshua Leonard, Jay Pharaoh, Juno Temple, Aimee Mullins, Amy Irving                                                                                                   | Horror, Thriller                            | US      | [ 57 ] |
| M A R T I E       | 23       | Final Portrait                      | Sony Pictures Classics                                                                 | Stanley Tucci (director/screenplay); Geoffrey Rush, Armie Hammer, Clémence Poésy, Tony Shalhoub, James Faulkner, Sylvie Testud | Drama                                       | US      | [ 58 ] |
| M A R T I E       | 23       | Midnight Sun                        | Open Road Films                                                                        | Scott Speer (director); Eric Kirsten (screenplay); Bella Thorne, Patrick Schwarzenegger, Rob Riggle, Quinn Shephard | Romance, Drama                              | US      | [ 59 ] |
| M A R T I E       | 28       | Paul, Apostle of Christ             | Affirm Films                                                                           | Andrew Hyatt (director/screenplay); James Faulkner, Jim Caviezel, Olivier Martinez, Joanne Whalley, John Lynch | Historical, Drama, Faith                    | US      | [ 60 ] |
| M A R T I E       | 29       | Ready Player One                    | Warner Bros. / Village Roadshow Pictures / RatPac Entertainment / Amblin Entertainment | Steven Spielberg (director); Ernest Cline, Zak Penn (screenplay); Tye Sheridan, Olivia Cooke, Ben Mendelsohn, Mark Rylance, Simon Pegg, T. J. Miller | Adventure, Sci-Fi                           | US      | [ 61 ] |
| M A R T I E       | 30       | Tyler Perry's Acrimony              | Lionsgate Films / Tyler Perry Films                                                    | Tyler Perry (director/screenplay); Taraji P. Henson, Lyriq Bent, Tika Sumpter | Drama                                       | US      | [ 62 ] |
| M A R T I E       | 30       | Lean on Pete                        | A24                                                                                    | Andrew Haigh (director/screenplay); Charlie Plummer, Chloë Sevigny, Travis Fimmel, Steve Buscemi | Drama, Sports                               | TBA     | [ 63 ] |
| M A R T I E       | 30       | God's Not Dead: A Light in Darkness | Pure Flix                                                                              | Michael Mason (director); David A. R. White, John Corbett, Shane Harper, Benjamin Onyango, Ted McGinley, Jennifer Taylor, Tatum O'Neal, Shwayze, Cissy Houston                                                                                                | Drama                                       | US      | [ 64 ] |
| M A R T I E       | 30       | Gemini                              | Neon                                                                                   | Aaron Katz (director/screenplay); Lola Kirke, Zoe Kravitz, Greta Lee, Michelle Forbes, Nelson Franklin, Reeve Carney, Jessica Parker Kennedy, James Ransone, Ricki Lake, John Cho                                                                             | Mystery, Thriller                           | TBA     | [ 65 ] |

### Aprilie–Iunie
| Premiera  | Premiera | Titlu                            | Studio                                                         | Distribuție și echipa de producție | Gen                               | Medium         | Ref.    |
| --------- | -------- | -------------------------------- | -------------------------------------------------------------- | --- | --------------------------------- | -------------- | ------- |
| A P R I L | 6        | A Quiet Place                    | Paramount Pictures / Platinum Dunes                            | John Krasinski (director/screenplay); Scott Beck, Bryan Woods (screenplay); John Krasinski, Emily Blunt, Noah Jupe, Millicent Simmonds | Drama, Horror, Thriller           | US             | [ 66 ]  |
| A P R I L | 6        | Blockers                         | Universal Pictures                                             | Kay Cannon (director); Eben Russell, Jon Hurwitz, Hayden Schlossberg, Brian Kehoe, Jim Kehoe (screenplay); Leslie Mann, Ike Barinholtz, John Cena, Kathryn Newton, Graham Phillips, June Diane Raphael, Hannibal Buress, Sarayu Blue | Comedy                            | US             | [ 67 ]  |
| A P R I L | 6        | You Were Never Really Here       | Amazon Studios                                                 | Lynne Ramsay (director/screenplay); Joaquin Phoenix, Ekaterina Samsonov, Alex Manette, John Doman, Judith Roberts | Thriller                          | US             | [ 68 ]  |
| A P R I L | 6        | Chappaquiddick                   | Entertainment Studios                                          | John Curran (director); Taylor Allen, Andrew Logan (screenplay); Jason Clarke, Kate Mara, Ed Helms, Bruce Dern, Jim Gaffigan, Taylor Nichols | Drama                             | US             | [ 69 ]  |
| A P R I L | 6        | Pandas                           | Warner Bros. Pictures / IMAX                                   | Drew Fellman, David Douglas (directors); Drew Fellman (screenplay); Kristen Bell | Documentary, Nature               | US             | [ 70 ]  |
| A P R I L | 6        | Lean on Pete                     | A24                                                            | Andrew Haigh (director/screenplay); Charlie Plummer, Chloë Sevigny, Travis Fimmel, Steve Buscemi | Drama, Sports                     | UK             | [ 71 ]  |
| A P R I L | 6        | The Miracle Season               | LD Entertainment                                               | Sean McNamara (director); David Aaron Cohen, Elissa Matsueda (screenplay); Helen Hunt, William Hurt, Erin Moriarty, Danika Yarosh | Drama, Sports                     | US             | [ 72 ]  |
| A P R I L | 11       | Beirut                           | Bleecker Street                                                | Brad Anderson (director); Tony Gilroy (screenplay); Jon Hamm, Rosamund Pike, Dean Norris, Shea Whigham, Larry Pine, Mark Pellegrino | Action, Thriller                  | US             | [ 33 ]  |
| A P R I L | 13       | Rampage                          | Warner Bros. Pictures / New Line Cinema                        | Brad Peyton (director); Ryan Engle (screenplay); Dwayne Johnson, Naomie Harris, Malin Åkerman, Joe Manganiello, Jake Lacy, Marley Shelton, Jeffrey Dean Morgan | Action, Adventure, Sci-Fi         | US             | [ 73 ]  |
| A P R I L | 13       | Truth or Dare                    | Universal Pictures / Blumhouse Productions                     | Jeff Wadlow (director/screenplay); Michael Reisz, Chris Roach, Jillian Jacobs (screenplay); Lucy Hale, Tyler Posey, Violett Beane, Nolan Gerard Funk, Hayden Szeto, Sophia Taylor Ali | Horror                            | US             | [ 74 ]  |
| A P R I L | 13       | The Rider                        | Sony Pictures Classics                                         | Chloé Zhao (director/screenplay); Brady Jandreau | Drama, Biography                  | US             | [ 75 ]  |
| A P R I L | 13       | Sgt. Stubby: An American Hero    | Fun Academy Motion Pictures / Mikros Image                     | Richard Lanni (director/screenplay); Mike Stokey (screenplay); Logan Lerman, Helena Bonham Carter, Gérard Depardieu | Animation, Family                 | US, FR         | [ 76 ]  |
| A P R I L | 20       | Super Troopers 2                 | Fox Searchlight Pictures                                       | Jay Chandrasekhar (director); Broken Lizard (screenplay); Jay Chandrasekhar, Paul Soter, Steve Lemme, Erik Stolhanske, Kevin Heffernan | Crime, Comedy, Mystery            | US             | [ 77 ]  |
| A P R I L | 20       | I Feel Pretty                    | STX Entertainment                                              | Abby Kohn, Marc Silverstein (director/screenplay); Amy Schumer, Michelle Williams, Emily Ratajkowski, Rory Scovel | Comedy                            | US             | [ 78 ]  |
| A P R I L | 20       | Traffik                          | Summit Entertainment / Codeblack Films                         | Deon Taylor (director/screenplay); Paula Patton, Omar Epps, Missi Pyle, William Fichtner, Roselyn Sanchez, Dawn Olivieri, Laz Alonso | Thriller                          | US             | [ 79 ]  |
| A P R I L | 20       | The House of Tomorrow            | Shout! Studios                                                 | Peter Livolsi (director/screenplay); Asa Butterfield, Nick Offerman, Ellen Burstyn, Alex Wolff, Maude Apatow | Drama                             | US             | [ 80 ]  |
| A P R I L | 27       | Avengers: Infinity War           | Marvel Studios                                                 | Anthony Russo and Joe Russo (directors); Christopher Markus and Stephen McFeely (screenplay); Robert Downey Jr., Chris Hemsworth, Mark Ruffalo, Chris Evans, Scarlett Johansson, Benedict Cumberbatch, Don Cheadle, Tom Holland, Chadwick Boseman, Paul Bettany, Elizabeth Olsen, Anthony Mackie, Sebastian Stan, Danai Gurira, Letitia Wright, Dave Bautista, Zoe Saldana, Pom Klementieff, Karen Gillan, Benedict Wong, Idris Elba, Peter Dinklage, Tom Hiddleston, Vin Diesel, Bradley Cooper, Gwyneth Paltrow, Benicio del Toro, Josh Brolin, Chris Pratt | Superhero, Action, Adventure      | US             | [ 81 ]  |
| A P R I L | 27       | Disobedience                     | Bleecker Street                                                | Sebastián Lelio (director/screenplay); Rebecca Lenkiewicz (screenplay); Rachel Weisz, Rachel McAdams, Alessandro Nivola | Drama                             | US             | [ 33 ]  |
| A P R I L | 27       | Backstabbing for Beginners       | A24                                                            | Per Fly (director); Daniel Pyne, Per Fly (screenplay); Ben Kingsley, Theo James, Jacqueline Bisset | Thriller                          | US             | [ 82 ]  |
| A P R I L | 27       | Kings                            | The Orchard                                                    | Deniz Gamze Ergüven (director/screenplay); Halle Berry, Daniel Craig | Romance                           | US             | [ 83 ]  |
| M A Y     | 4        | Overboard                        | Metro-Goldwyn-Mayer / Lionsgate / Pantelion Films              | Rob Greenberg, Bob Fisher (directors/screenplay); Anna Faris, Eugenio Derbez, Eva Longoria, John Hannah, Josh Segarra, Mel Rodriguez | Comedy, Romance                   | US             | [ 79 ]  |
| M A Y     | 4        | The Guardians                    | Music Box Films                                                | Xavier Beauvois (director/screenplay); Nathalie Baye | Drama                             | FR             | [ 84 ]  |
| M A Y     | 4        | Tully                            | Focus Features                                                 | Jason Reitman (director); Diablo Cody (screenplay); Charlize Theron, Mackenzie Davis, Mark Duplass, Ron Livingston | Comedy, Drama                     | US             | [ 85 ]  |
| M A Y     | 4        | Bad Samaritan                    | Electric Entertainment                                         | Dean Devlin (director); Brandon Boyce (screenplay); David Tennant, Robert Sheehan, Carlito Olivero, Kerry Condon, Jacqueline Byers | Horror, Thriller                  | US             | [ 86 ]  |
| M A Y     | 11       | Life of the Party                | Warner Bros. Pictures / New Line Cinema                        | Ben Falcone (director/screenplay); Melissa McCarthy (screenplay); Melissa McCarthy, Maya Rudolph, Molly Gordon, Julie Bowen, Gillian Jacobs, Debby Ryan, Matt Walsh, Jacki Weaver | Comedy                            | US             | [ 87 ]  |
| M A Y     | 11       | Breaking In                      | Universal Pictures                                             | James McTeigue (director); Ryan Engle (screenplay); Gabrielle Union, Billy Burke, Richard Cabral, Seth Carr, Levi Meaden, Ajiona Alexus, Christa Miller | Drama, Thriller                   | US             | [ 88 ]  |
| M A Y     | 11       | The Seagull                      | Sony Pictures Classics                                         | Michael Mayer (director); Stephen Karam (screenplay); Saoirse Ronan, Annette Bening, Corey Stoll, Billy Howle | Thriller                          | US             | [ 89 ]  |
| M A Y     | 11       | Terminal                         | RLJE Films                                                     | Vaughn Stein (director/screenplay); Margot Robbie, Simon Pegg, Dexter Fletcher, Max Irons, Mike Myers | Drama, Thriller                   | HU, UK, IR, US | [ 90 ]  |
| M A Y     | 11       | Revenge                          | Neon                                                           | Coralie Fargeat (director/screenplay); Matilda Lutz, Kevin Janssens, Vincent Colombe, Guillaume Bouchède | Thriller                          | FR             | [ 91 ]  |
| M A Y     | 18       | Deadpool 2                       | 20th Century Fox / Marvel Entertainment                        | David Leitch (director); Rhett Reese, Paul Wernick, Ryan Reynolds (screenplay); Ryan Reynolds, Josh Brolin, Zazie Beetz, Julian Dennison, Morena Baccarin, T. J. Miller, Brianna Hildebrand, Stefan Kapičić, Jack Kesy, Leslie Uggams, Karan Soni, Shioli Kutsuna, Eddie Marsan, Terry Crews, Bill Skarsgård, Lewis Tan, Rob Delaney | Superhero, Action, Comedy         | US             | [ 92 ]  |
| M A Y     | 18       | First Reformed                   | A24                                                            | Paul Schrader (director/screenplay); Ethan Hawke, Amanda Seyfried, Cedric Kyles | Drama                             | US             | [ 93 ]  |
| M A Y     | 18       | Book Club                        | Paramount Pictures                                             | Bill Holderman (director/screenplay); Erin Simms (screenplay); Jane Fonda, Candice Bergen, Mary Steenburgen, Diane Keaton | Comedy                            | US             | [ 94 ]  |
| M A Y     | 18       | Pope Francis - A Man of His Word | Focus Features                                                 | Wim Wenders (director); Pope Francis | Documentary                       | US             | [ 95 ]  |
| M A Y     | 18       | Show Dogs                        | Global Road Entertainment                                      | Raja Gosnell (director); Max Botkin (screenplay); Will Arnett, Natasha Lyonne, Ludacris, Stanley Tucci, Shaquille O'Neal, Gabriel Iglesias, Alan Cumming, Oliver Tompsett, Andy Beckwith | Family, Comedy                    | US             | [ 96 ]  |
| M A Y     | 25       | Solo: A Star Wars Story          | Lucasfilm                                                      | Ron Howard (director); Lawrence Kasdan, Jon Kasdan (screenplay); Alden Ehrenreich, Woody Harrelson, Emilia Clarke, Donald Glover, Thandie Newton, Phoebe Waller-Bridge, Joonas Suotamo, Paul Bettany | Sci-Fi, Comedy, Action, Adventure | US             | [ 97 ]  |
| M A Y     | 25       | How to Talk to Girls at Parties  | A24                                                            | John Cameron Mitchell (director); Philippa Goslett, John Cameron Mitchell (screenplay); Elle Fanning, Alex Sharp, Nicole Kidman, Ruth Wilson, Matt Lucas | Sci-Fi, Romance, Comedy           | UK, US         | [ 98 ]  |
| M A Y     | 25       | In Darkness                      | Vertical Entertainment                                         | Anthony Byrne (director); Anthony Byrne, Natalie Dormer (screenplay); Natalie Dormer, Emily Ratajkowski, Ed Skrein, Joely Richardson, Neil Maskell, James Cosmo, Jan Bijvoet | Thriller                          | UK, US         | [ 99 ]  |
| M A Y     | 25       | Future World                     | Lionsgate Premiere                                             | James Franco, Bruce Thierry Cheung (director); Bruce Thierry Cheung, Jeremy Cheung, Jay Davis (screenplay); James Franco, Suki Waterhouse, Jeffrey Wahlberg, Margarita Levieva, Snoop Dogg, George Lewis Jr., Method Man, Lucy Liu, Milla Jovovich | Thriller, Action, Sci-Fi          | US             | [ 100 ] |
| J U N E   | 1        | Action Point                     | Paramount Pictures / MTV Films                                 | Tim Kirkby (director); Johnny Knoxville (screenplay); Johnny Knoxville, Chris Pontius | Action, Comedy                    | US             | [ 101 ] |
| J U N E   | 1        | Adrift                           | STX Entertainment                                              | Baltasar Kormákur (director); Aaron Kandell, Jordan Kandell, David Branson Smith (screenplay); Shailene Woodley, Sam Claflin | Drama                             | US             | [ 102 ] |
| J U N E   | 1        | American Animals                 | The Orchard / MoviePass Ventures                               | Bart Layton (director/screenplay); Evan Peters, Barry Keoghan, Blake Jenner, Jared Abrahamson, Udo Kier, Ann Dowd | Crime, Drama                      | US             | [ 103 ] |
| J U N E   | 1        | Social Animals                   | Vertical Entertainment                                         | Theresa Bennett (director/screenplay); Noël Wells, Josh Radnor, Aya Cash, Carly Chaikin, Fortune Feimster, Samira Wiley | Comedy                            | US             | [ 104 ] |
| J U N E   | 1        | Upgrade                          | BH Tilt                                                        | Leigh Whannell (director/screenplay); Logan Marshall-Green, Betty Gabriel, Harrison Gilbertson, Benedict Hardie | Sci-fi, Horror                    | US             | [ 105 ] |
| J U N E   | 8        | Ocean's 8                        | Warner Bros. Pictures / Village Roadshow Pictures              | Gary Ross (director/screenplay); Olivia Milch (screenplay); Sandra Bullock, Cate Blanchett, Anne Hathaway, Mindy Kaling, Sarah Paulson, Awkwafina, Rihanna, Helena Bonham Carter | Heist, Comedy                     | US             | [ 106 ] |
| J U N E   | 8        | Won't You Be My Neighbor?        | Focus Features                                                 | Morgan Neville (director); Fred Rogers | Documentary                       | US             | [ 107 ] |
| J U N E   | 8        | Hereditary                       | A24                                                            | Ari Aster (director/screenplay); Toni Collette, Alex Wolff, Milly Shapiro, Ann Dowd, Gabriel Byrne | Horror                            | US             | [ 108 ] |
| J U N E   | 8        | Hotel Artemis                    | Global Road Entertainment                                      | Drew Pearce (director/screenplay); Jodie Foster, Sterling K. Brown, Sofia Boutella, Jeff Goldblum, Dave Bautista, Brian Tyree Henry, Jenny Slate, Zachary Quinto, Charlie Day | Action, Thriller                  | US             | [ 109 ] |
| J U N E   | 13       | Superfly                         | Columbia Pictures                                              | Director X (director); Alex Tse (screenplay); Trevor Jackson, Jason Mitchell, Michael K. Williams, Esai Morales | Crime, Drama                      | US             | [ 110 ] |
| J U N E   | 15       | Incredibles 2                    | Walt Disney Pictures / Pixar Animation Studios                 | Brad Bird (director/screenplay); Holly Hunter, Craig T. Nelson, Sarah Vowell, Huck Milner, Samuel L. Jackson, Bob Odenkirk, Catherine Keener, Brad Bird, Jonathan Banks, Michael Bird, Sophia Bush, Phil LaMarr, Paul Eiding, Bill Wise, Isabella Rossellini, John Ratzenberger | Superhero, Family, Animation      | US             | [ 111 ] |
| J U N E   | 15       | Tag                              | Warner Bros. Pictures / New Line Cinema                        | Jeff Tomsic (director); Rob McKittrick, Mark Steilen (screenplay); Ed Helms, Jeremy Renner, Hannibal Buress, Jake Johnson, Annabelle Wallis, Jon Hamm, Isla Fisher, Rashida Jones, Leslie Bibb | Comedy                            | US             | [ 112 ] |
| J U N E   | 15       | On Chesil Beach                  | Bleecker Street                                                | Dominic Cooke (director); Ian McEwan (screenplay); Saoirse Ronan, Billy Howle, Emily Watson, Anne-Marie Duff, Samuel West, Adrian Scarborough | Drama                             | US             | [ 33 ]  |
| J U N E   | 15       | Gotti                            | Vertical Entertainment                                         | Kevin Connolly (director); Lem Dobbs, Leo Rossi (screenplay); John Travolta, Kelly Preston, Stacy Keach, Pruitt Taylor Vince, Spencer Lofranco, William DeMeo, Leo Rossi, Victor Gojcaj | Biography, Crime, Drama           | US             | [ 113 ] |
| J U N E   | 22       | Jurassic World: Fallen Kingdom   | Universal Pictures / Amblin Entertainment / Legendary Pictures | J.A. Bayona (director); Derek Connolly, Colin Trevorrow (screenplay); Chris Pratt, Bryce Dallas Howard, Rafe Spall, Justice Smith, Daniella Pineda, James Cromwell, Toby Jones, Ted Levine, B. D. Wong, Geraldine Chaplin, Jeff Goldblum | Action, Adventure, Sci-Fi         | US             | [ 114 ] |
| J U N E   | 22       | Boundaries                       | Sony Pictures Classics                                         | Shana Feste (director/screenplay); Vera Farmiga, Christopher Plummer, Lewis MacDougall, Bobby Cannavale, Kristen Schaal | Comedy, Drama                     | US, CAN        | [ 115 ] |
| J U N E   | 22       | Damsel                           | Magnolia Pictures                                              | David Zellner, Nathan Zellner (directors/screenplay); Robert Pattinson, Mia Wasikowska | Comedy, Drama                     | US             | [ 116 ] |
| J U N E   | 28       | The Domestics                    | Orion Classics                                                 | Mike P. Nelson (director/screenplay); Tyler Hoechlin, Kate Bosworth, Lance Reddick, Sonoya Mizuno, Dana Gourrier, Thomas Francis Murray, David Dastmalchian | Sci-Fi, Thriller                  | US             | [ 117 ] |
| J U N E   | 29       | Sicario: Day of the Soldado      | Columbia Pictures                                              | Stefano Sollima (director); Taylor Sheridan (screenplay); Benicio del Toro, Josh Brolin, Isabela Moner, Jeffrey Donovan, Manuel Garcia-Rulfo, Catherine Keener | Action, Crime, Thriller           | US             | [ 118 ] |
| J U N E   | 29       | Leave No Trace                   | Bleecker Street                                                | Debra Granik (director/screenplay); Anne Rosellini (screenplay); Ben Foster, Thomasin McKenzie, Jeff Kober, Dale Dickey | Drama                             | US             | [ 119 ] |
| J U N E   | 29       | Uncle Drew                       | Summit Entertainment                                           | Charles Stone III (director); Jay Longino (screenplay); Kyrie Irving, Lil Rel Howery, Shaquille O'Neal, Reggie Miller, Nate Robinson, Chris Webber, Erica Ash, Lisa Leslie, Nick Kroll, Tiffany Haddish | Comedy, Family, Sports            | US             | [ 120 ] |
| J U N E   | 29       | Woman Walks Ahead                | A24                                                            | Susanna White (director); Steven Knight (screenplay); Jessica Chastain, Michael Greyeyes, Chaske Spencer, Sam Rockwell | Biography, Drama                  | US, UK         | [ 121 ] |

### Iulie–Septembrie
| Premiera          | Premiera | Titlu                                  | Studio                                                              | Distribuție și echipa de producție | Gen                                          | Medium      | Ref.    |
| ----------------- | -------- | -------------------------------------- | ------------------------------------------------------------------- | --- | -------------------------------------------- | ----------- | ------- |
| J U L Y           | 4        | The First Purge                        | Universal Pictures / Blumhouse Productions                          | Gerard McMurray (director); James DeMonaco (screenplay); Y'lan Noel, Lex Scott Davis, Joivan Wade, Luna Lauren Velez, Marisa Tomei | Horror, Sci-fi                               | US          | [ 122 ] |
| J U L Y           | 6        | Ant-Man and the Wasp                   | Marvel Studios                                                      | Peyton Reed (director); Chris McKenna, Erik Sommers, Andrew Barrer, Gabriel Ferrari, Paul Rudd (screenplay); Paul Rudd, Evangeline Lilly, Michael Peña, Michael Douglas, Michelle Pfeiffer, Walton Goggins, Hannah John-Kamen, Bobby Cannavale, Judy Greer, Tip "T.I." Harris, David Dastmalchian, Abby Ryder Fortson, Randall Park, Laurence Fishburne | Superhero, Action, Adventure, Comedy, Sci-Fi | US          | [ 123 ] |
| J U L Y           | 6        | Sorry to Bother You                    | Annapurna Pictures                                                  | Boots Riley (director/screenplay); Lakeith Stanfield, Tessa Thompson, Armie Hammer, Steven Yeun, Jermaine Fowler, Omari Hardwick, Terry Crews, Danny Glover, Patton Oswalt, David Cross | Sci-Fi, Fantasy, Comedy                      | US          | [ 124 ] |
| J U L Y           | 6        | Whitney                                | Roadside Attractions / Miramax                                      | Kevin MacDonald (director/screenplay); Whitney Houston | Documentary                                  | US          | [ 125 ] |
| J U L Y           | 13       | Hotel Transylvania 3: Summer Vacation  | Columbia Pictures / Sony Pictures Animation                         | Genndy Tartakovsky (director/screenplay); Michael McCullers (screenplay); Adam Sandler, Andy Samberg, Selena Gomez, David Spade, Steve Buscemi, Molly Shannon, Keegan-Michael Key, Kevin James, Fran Drescher, Asher Blinkoff, Kathryn Hahn, Jim Gaffigan, Mel Brooks                                                                                   | Comedy, Animation, Fantasy                   | US          | [ 126 ] |
| J U L Y           | 13       | Skyscraper                             | Universal Pictures / Legendary Entertainment                        | Rawson Marshall Thurber (director/screenplay); Dwayne Johnson, Neve Campbell, Chin Han, Roland Møller, Pablo Schreiber, Byron Mann, Hannah Quinlivan, Noah Taylor | Action, Thriller                             | US          | [ 127 ] |
| J U L Y           | 13       | Eighth Grade                           | A24                                                                 | Bo Burnham (director/screenplay); Elsie Fisher, Josh Hamilton, Emily Robinson, Missy Yager | Comedy                                       | US          | [ 128 ] |
| J U L Y           | 13       | Don't Worry, He Won't Get Far on Foot  | Amazon Studios                                                      | Gus Van Sant (director/screenplay); Joaquin Phoenix, Rooney Mara, Jonah Hill, Jack Black | Comedy, Drama                                | US          | [ 129 ] |
| J U L Y           | 13       | Shock and Awe                          | Vertical Entertainment                                              | Rob Reiner (director); Joey Hartstone (screenplay); Woody Harrelson, Tommy Lee Jones, James Marsden, Milla Jovovich, Jessica Biel, Richard Schiff, Al Sapienza | Drama                                        | US          | [ 130 ] |
| J U L Y           | 20       | Mamma Mia! Here We Go Again            | Universal Pictures / Legendary Pictures / Playtone                  | Ol Parker (director/screenplay); Meryl Streep, Lily James, Amanda Seyfried, Pierce Brosnan, Jeremy Irvine, Colin Firth, Julie Walters, Christine Baranski, Stellan Skarsgård, Dominic Cooper, Cher | Romance, Musical, Comedy                     | US          | [ 131 ] |
| J U L Y           | 20       | The Equalizer 2                        | Columbia Pictures / Escape Artists                                  | Antoine Fuqua (director); Richard Wenk (screenplay); Denzel Washington, Ashton Sanders, Pedro Pascal, Melissa Leo, Bill Pullman | Action, Crime, Thriller                      | US          | [ 132 ] |
| J U L Y           | 20       | Blindspotting                          | Summit Entertainment / Codeblack Films                              | Carlos López Estrada (director); Daveed Diggs, Rafael Casal (screenplay); Janina Gavankar, Ethan Embry, Daveed Diggs, Rafael Casal, Wayne Knight | Comedy                                       | US          | [ 133 ] |
| J U L Y           | 20       | Unfriended: Dark Web                   | BH Tilt                                                             | Stephen Susco (director/screenplay); Colin Woodell, Stephanie Nogueras, Betty Gabriel, Rebecca Rittenhouse, Andrew Lees, Connor Del Rio, Savira Windyani | Horror                                       | US          | [ 134 ] |
| J U L Y           | 20       | Bleach                                 | Warner Bros. Japan                                                  | Shinsuke Sato (director); Sota Fukushi, Hana Sugisaki | Supernatural, Fantasy, Action                | JP          | [ 135 ] |
| J U L Y           | 20       | Gauguin - Voyage de Tahiti             | Cohen Media Group                                                   | Édouard Deluc (director/screenplay); Étienne Comar (screenplay); Vincent Cassel, Tuheï Adams, Malik Zidi | Biography, Drama, Romance                    | US          | [ 136 ] |
| J U L Y           | 27       | Mission: Impossible – Fallout          | Paramount Pictures / Skydance Media / Bad Robot Productions         | Christopher McQuarrie (director/screenplay); Tom Cruise, Henry Cavill, Ving Rhames, Simon Pegg, Rebecca Ferguson, Sean Harris, Angela Bassett, Michelle Monaghan, Alec Baldwin | Action, Adventure, Thriller                  | US          | [ 137 ] |
| J U L Y           | 27       | Teen Titans Go! To the Movies          | Warner Bros. Pictures / Warner Bros. Animation / DC Entertainment   | Peter Rida Michail (director); Aaron Horvath (co-director/screenplay); Michael Jelenic (screenplay); Scott Menville, Khary Payton, Tara Strong, Greg Cipes, Hynden Walch, Will Arnett, Kristen Bell | Animation, Superhero, Comedy                 | US          | [ 138 ] |
| J U L Y           | 27       | Detective Dee: The Four Heavenly Kings | Huayi Brothers                                                      | Tsui Hark (director), Chang Chia-lu, Chen Kuo-Fu (screenplay), Mark Chao, Feng Shaofeng, Lin Gengxin, Carina Lau, Ethan Juan, Sandra Ma | Action, Adventure, Fantasy, Mystery          | CHI         | [ 139 ] |
| J U L Y           | 27       | Hot Summer Nights                      | A24                                                                 | Elijah Bynum (director/screenplay); Timothée Chalamet, Maika Monroe, Alex Roe, Maia Mitchell | Drama                                        | US          | [ 140 ] |
| J U L Y           | 27       | Puzzle                                 | Sony Pictures Classics                                              | Marc Turtletaub (director); Oren Moverman (screenplay); Kelly Macdonald, Irrfan Khan, David Denman, Bubba Weiler, Austin Abrams, Liv Hewson | Drama                                        | US          | [ 141 ] |
| A U G U S T       | 3        | Christopher Robin                      | Walt Disney Pictures                                                | Marc Forster (director); Tom McCarthy, Alex Ross Perry, Allison Schroeder (screenplay); Ewan McGregor, Hayley Atwell, Bronte Carmichael, Mark Gatiss, Jim Cummings, Brad Garrett, Nick Mohammed, Peter Capaldi, Sophie Okonedo, Sara Sheen, Toby Jones                                                                                                  | Comedy, Drama, Fantasy                       | US          | [ 142 ] |
| A U G U S T       | 3        | The Darkest Minds                      | 20th Century Fox / 21 Laps Entertainment                            | Jennifer Yuh Nelson (director); Chad Hodge (screenplay); Amandla Stenberg, Mandy Moore, Gwendoline Christie, Harris Dickinson, Skylan Brooks, Miya Cech, Patrick Gibson, Golden Brooks, Bradley Whitford | Superhero, Action, Sci-Fi, Thriller          | US          | [ 143 ] |
| A U G U S T       | 3        | The Spy Who Dumped Me                  | Lionsgate / Imagine Entertainment                                   | Susanna Fogel (director/screenplay); David Iserson (screenplay); Mila Kunis, Kate McKinnon, Sam Heughan | Action, Comedy                               | US          | [ 144 ] |
| A U G U S T       | 3        | Billionaire Boys Club                  | Vertical Entertainment                                              | James Cox (director); James Cox, Captain Mauzner (screenplay); Ansel Elgort, Taron Egerton, Kevin Spacey, Jeremy Irvine, Cary Elwes, Emma Roberts, Billie Lourd, Suki Waterhouse, Judd Nelson | Biography, Crime, Drama                      | US          | [ 145 ] |
| A U G U S T       | 3        | Never Goin' Back                       | A24                                                                 | Augustine Frizzell (director/screenplay); Maia Mitchell, Camila Morrone, Kyle Mooney, Joel Allen, Kendal Smith, Matthew Holcomb | Comedy, Drama                                | US          | [ 146 ] |
| A U G U S T       | 3        | The Miseducation of Cameron Post       | FilmRise                                                            | Desiree Akhavan (director); Desiree Akhavan, Cecilia Frugiuele (screenplay); Chloë Grace Moretz, Sasha Lane, John Gallagher, Jr., Forrest Goodluck, Jennifer Ehle | Drama                                        | US, UK      | [ 147 ] |
| A U G U S T       | 8        | Dog Days                               | LD Entertainment                                                    | Ken Marino (director); Elissa Matsueda, Erica Oyama (screenplay); Nina Dobrev, Finn Wolfhard, Vanessa Hudgens, Adam Pally, Eva Longoria | Comedy                                       | US          | [ 148 ] |
| A U G U S T       | 10       | The Meg                                | Warner Bros. Pictures                                               | Jon Turteltaub (director); Dean Georgaris, Jon Hoeber, Erich Hoeber (screenplay); Jason Statham, Li Bingbing, Rainn Wilson, Ruby Rose, Winston Chao, Cliff Curtis | Action, Horror                               | US          | [ 149 ] |
| A U G U S T       | 10       | BlacKkKlansman                         | Focus Features                                                      | Spike Lee (director); Spike Lee, David Rabinowitz, Charlie Wachtel, Kevin Willmott (screenplay); John David Washington, Adam Driver, Laura Harrier, Topher Grace, Corey Hawkins, Jasper Pääkkönen, Paul Walter Hauser, Harry Belafonte | Crime, Drama                                 | US          | [ 150 ] |
| A U G U S T       | 10       | Slender Man                            | Screen Gems                                                         | Sylvain White (director); David Birke (screenplay); Joey King, Julia Goldani Telles, Jaz Sinclair, Annalise Basso, Javier Botet | Horror, Thriller                             | US          | [ 151 ] |
| A U G U S T       | 10       | A Prayer Before Dawn                   | A24                                                                 | Jean-Stéphane Sauvaire (director); Jonathan Hirschbein, Nick Saltrese (screenplay); Joe Cole | Drama                                        | UK, US      | [ 152 ] |
| A U G U S T       | 15       | Crazy Rich Asians                      | Warner Bros. Pictures                                               | Jon M. Chu (director); Peter Chiarelli, Adele Lim (screenplay); Constance Wu, Henry Golding, Gemma Chan, Lisa Lu, Awkwafina, Ken Jeong, Michelle Yeoh | Romance, Comedy, Drama                       | US          | [ 153 ] |
| A U G U S T       | 17       | Alpha                                  | Columbia Pictures                                                   | Albert Hughes (director); Dan Wiedenhaupt (screenplay); Kodi Smit-McPhee, Leonor Varela, Jens Hultén | Adventure, Fantasy, Drama                    | US          | [ 154 ] |
| A U G U S T       | 17       | Mile 22                                | STX Entertainment                                                   | Peter Berg (director); Graham Roland, Lea Carpenter (screenplay); Mark Wahlberg, John Malkovich, Lauren Cohan, Iko Uwais, Ronda Rousey | Action, Thriller                             | US          | [ 155 ] |
| A U G U S T       | 17       | Down a Dark Hall                       | Lionsgate Premiere                                                  | Rodrigo Cortés (director); Michael Goldbach, Chris Sparling (screenplay); AnnaSophia Robb, Uma Thurman, Isabelle Fuhrman, Kirsty Mitchell, Taylor Russell, Jim Sturgeon, Victoria Moroles | Fantasy, Drama                               | US          | [ 156 ] |
| A U G U S T       | 17       | The Wife                               | Sony Pictures Classics                                              | Björn Runge (director); Jane Anderson (screenplay); Glenn Close, Jonathan Pryce, Christian Slater, Max Irons, Annie Starke, Harry Lloyd, Elizabeth McGovern | Drama                                        | SWE, UK, US | [ 157 ] |
| A U G U S T       | 24       | The Happytime Murders                  | STX Entertainment / The Jim Henson Company / On the Day Productions | Brian Henson (director); Todd Berger (screenplay); Melissa McCarthy, Bill Barretta, Maya Rudolph, Joel McHale, Elizabeth Banks | Puppet, Comedy, Thriller                     | US          | [ 158 ] |
| A U G U S T       | 24       | Searching                              | Screen Gems                                                         | Aneesh Chaganty (director/screenplay); Sev Ohanian (screenplay); John Cho, Debra Messing, Joseph Lee, Michelle La, Sara Sohn | Thriller                                     | US          | [ 159 ] |
| A U G U S T       | 24       | A.X.L.                                 | Global Road Entertainment                                           | Oliver Daly (director/screenplay); Alex Neustaedter, Becky G, Alex MacNicoll, Thomas Jane, Lou Taylor Pucci, Patricia de Leon | Sci-Fi, Adventure                            | US          | [ 160 ] |
| A U G U S T       | 24       | Papillon                               | Bleecker Street                                                     | Michael Noer (director); Aaron Guzikowski (screenplay); Charlie Hunnam, Rami Malek | Biography                                    | US          | [ 161 ] |
| A U G U S T       | 24       | Destination Wedding                    | Regatta                                                             | Victor Levin (director/screenplay); Winona Ryder, Keanu Reeves | Romance, Comedy                              | US          | [ 162 ] |
| A U G U S T       | 29       | Operation Finale                       | Metro-Goldwyn-Mayer                                                 | Chris Weitz (director); Matthew Orton (screenplay); Oscar Isaac, Ben Kingsley, Lior Raz, Mélanie Laurent, Nick Kroll, Joe Alwyn | Historical, Drama                            | US          | [ 163 ] |
| A U G U S T       | 31       | Juliet, Naked                          | Lionsgate / Roadside Attractions                                    | Jesse Peretz (director); Tamara Jenkins, Phil Alden Robinson, Jim Taylor (screenplay); Ethan Hawke, Rose Byrne | Romance, Drama                               | US          | [ 164 ] |
| A U G U S T       | 31       | Kin                                    | Summit Entertainment                                                | Jonathan Baker, Josh Baker (director/screenplay); Daniel Casey (screenplay); Myles Truitt, Jack Reynor, Zoë Kravitz, Carrie Coon, Dennis Quaid, James Franco | Sci-Fi, Action, Crime, Thriller              | US          | [ 165 ] |
| A U G U S T       | 31       | The Little Stranger                    | Focus Features                                                      | Lenny Abrahamson (director); Lucinda Coxon (screenplay); Domhnall Gleeson, Ruth Wilson, Will Poulter, Charlotte Rampling, Alison Pargeter | Horror, Thriller                             | UK          | [ 166 ] |
| S E P T E M B E R | 7        | The Nun                                | Warner Bros. Pictures / New Line Cinema                             | Corin Hardy (director); Gary Dauberman (screenplay); Demián Bichir, Taissa Farmiga, Jonas Bloquet, Charlotte Hope, Ingrid Bisu, Bonnie Aarons | Horror                                       | US          | [ 167 ] |
| S E P T E M B E R | 7        | Peppermint                             | STX Entertainment / Lakeshore Entertainment                         | Pierre Morel (director); Chad St. John (screenplay); Jennifer Garner, John Ortiz, Juan Pablo Raba, John Gallagher Jr., Annie Ilonzeh, Richard Cabral | Action, Thriller                             | US          | [ 168 ] |
| S E P T E M B E R | 7        | Power of the Air                       | Five & Two Pictures                                                 | Dave Christiano (director/screenplay); Nicholas X. Parsons, Patty Duke, Michael Gross, Tracy Goode, Karyn Williams, Wendell Kinney, Veryl Jones | Drama                                        | US          | [ 169 ] |
| S E P T E M B E R | 14       | The Predator                           | 20th Century Fox                                                    | Shane Black (director/screenplay); Fred Dekker (screenplay); Boyd Holbrook, Trevante Rhodes, Jacob Tremblay, Keegan-Michael Key, Olivia Munn, Sterling K. Brown, Thomas Jane, Alfie Allen | Horror, Action, Sci-fi                       | US          | [ 170 ] |
| S E P T E M B E R | 14       | White Boy Rick                         | Columbia Pictures                                                   | Yann Demange (director); Logan Miller, Steve Kloves, Noah Miller, Andy Weiss (screenplay); Richie Merritt, Jennifer Jason Leigh, Bruce Dern, Bel Powley, Piper Laurie, Matthew McConaughey | Crime, Drama                                 | US          | [ 154 ] |
| S E P T E M B E R | 14       | A Simple Favor                         | Lionsgate                                                           | Paul Feig (director/screenplay); Jessica Sharzer (screenplay); Anna Kendrick, Blake Lively | Thriller                                     | US          | [ 171 ] |
| S E P T E M B E R | 14       | The Children Act                       | A24                                                                 | Richard Eyre (director); Ian McEwan (screenplay); Emma Thompson, Stanley Tucci, Fionn Whitehead | Drama                                        | US          | [ 172 ] |
| S E P T E M B E R | 14       | Lizzie                                 | Saban Films / Roadside Attractions                                  | Craig William Macneill (director); Bryce Kass (screenplay); Chloë Sevigny, Kristen Stewart, Jay Huguley, Fiona Shaw, Jamey Sheridan, Kim Dickens, Denis O'Hare, Jeff Perry | Biography, Thriller                          | US          | [ 173 ] |
| S E P T E M B E R | 14       | Unbroken: Path to Redemption           | Pure Flix                                                           | Harold Cronk (director); Richard Friedenberg, Ken Hixon (screenplay); Samuel Hunt, Merritt Patterson, Vanessa Bell Calloway, Bobby Campo, David DeLuise, David Sakurai, WIll Graham | Drama, Faith                                 | US          | [ 174 ] |
| S E P T E M B E R | 21       | The House with a Clock in Its Walls    | Universal Pictures / Amblin Entertainment                           | Eli Roth (director); Eric Kripke (screenplay); Jack Black, Cate Blanchett, Owen Vaccaro, Kyle MacLachlan, Renée Elise Goldsberry, Sunny Suljic, Colleen Camp, Lorenza Izzo, Vanessa Anne Williams | Fantasy, Horror                              | US          | [ 175 ] |
| S E P T E M B E R | 21       | Life Itself                            | Amazon Studios / Temple Hill Entertainment                          | Dan Fogelman (director/screenplay); Oscar Isaac, Olivia Wilde, Mandy Patinkin, Olivia Cooke, Laia Costa, Annette Bening, Antonio Banderas, Samuel L. Jackson | Drama                                        | US          | [ 176 ] |
| S E P T E M B E R | 21       | Colette                                | Bleecker Street                                                     | Wash Westmoreland (director/screenplay); Richard Glatzer (screenplay); Keira Knightley, Dominic West | Biography, Drama                             | US, UK, HU  | [ 177 ] |
| S E P T E M B E R | 21       | Assassination Nation                   | Neon                                                                | Sam Levinson (director/screenplay); Odessa Young, Suki Waterhouse, Hari Nef, Abra, Bella Thorne, Bill Skarsgård, Cody Christian, Joel McHale, Maude Apatow, Colman Domingo, Anika Noni Rose | Crime, Drama                                 | US          | [ 178 ] |
| S E P T E M B E R | 21       | The Sisters Brothers                   | Annapurna Pictures                                                  | Jacques Audiard (director); Jacques Audiard, Thomas Bidegain (screenplay); John C. Reilly, Joaquin Phoenix, Jake Gyllenhaal, Riz Ahmed | Western, Comedy                              | US          | [ 179 ] |
| S E P T E M B E R | 21       | My Son                                 | Cohen Media Group                                                   | Christian Carion (director/screenplay); Guillaume Canet, Melanie Laurent | Drama, Thriller                              | FR          | [ 180 ] |
| S E P T E M B E R | 28       | Night School                           | Universal Pictures / Will Packer Productions                        | Malcolm D. Lee (director); Kevin Hart, Harry Ratchford, Joey Wells, Matt Kellard, Nicholas Stoller (screenplay); Kevin Hart, Tiffany Haddish, Taran Killam, Rob Riggle, Ben Schwartz, Yvonne Orji | Comedy                                       | US          | [ 181 ] |
| S E P T E M B E R | 28       | Smallfoot                              | Warner Bros. Pictures / Warner Animation Group                      | Karey Kirkpatrick (director/screenplay); Channing Tatum, James Corden, Zendaya, Common, LeBron James, Gina Rodriguez, Danny DeVito, Yara Shahidi, Ely Henry, Jimmy Tatro | Animation, Fantasy, Comedy                   | US          | [ 182 ] |
| S E P T E M B E R | 28       | Hell Fest                              | Lionsgate / CBS Films                                               | Gregory Plotkin (director); William Penick, Chris Sey (screenplay); Bex Taylor-Klaus, Amy Forsyth , Reign Edwards, Christian James, Matt Mercurio, Roby Attal | Horror                                       | US          | [ 183 ] |
| S E P T E M B E R | 28       | The Old Man & the Gun                  | Fox Searchlight Pictures                                            | David Lowery (director/screenplay); Robert Redford, Casey Affleck, Danny Glover, Tika Sumpter, Tom Waits, Sissy Spacek | Heist, Thriller                              | US          | [ 184 ] |

### Octombrie–Decembrie
| Premiera          | Premiera | Titlu                                     | Studio                      | Distribuție și echipa de producție                              | Gen     | Medium      | Ref.    |
| ----------------- | -------- | ----------------------------------------- | --------------------------- | --------------------------------------------------------------- | ------- | ----------- | ------- |
| N O I E M B R I E | 16       | Fantastic Beasts and Where to Find Them 2 | Warner Bros. / Heyday Films | David Yates (regizor); J.K. Rowling (scenarist); Eddie Redmayne | Fantasy | Live-action | [ 185 ] |

## Filmele cu cele mai mari încasări
Lista filmele cu cele mai mari încasări din 2018 în întreaga lume:
| Poziție | Titlu                              | Studio           | Încasări mondiale |
| ------- | ---------------------------------- | ---------------- | ----------------- |
| 1       | Răzbunătorii: Războiul Infinitului | Disney           | $2,046,680,238    |
| 2       | Pantera neagră                     | Disney           | $1,346,913,161    |
| 3       | Jurassic World: Un regat în ruină  | Universal        | $1,304,931,676    |
| 4       | Incredibilii 2                     | Disney           | $1,238,399,366    |
| 5       | Misiune: Imposibilă. Declinul      | Paramount        | $791,017,452      |
| 6       | Deadpool 2                         | 20th Century Fox | $734,245,921      |
| 7       | Omul Furnică și Viespea            | Disney           | $622,466,250      |
| 8       | Ready Player One: Să înceapă jocul | Warner Bros.     | $582,218,455      |
| 9       | Operation Red Sea                  | Wanda Media      | $579,220,560      |
| 10      | Venom                              | Sony             | $545,295,356      |